# Scellement des puits et sillons

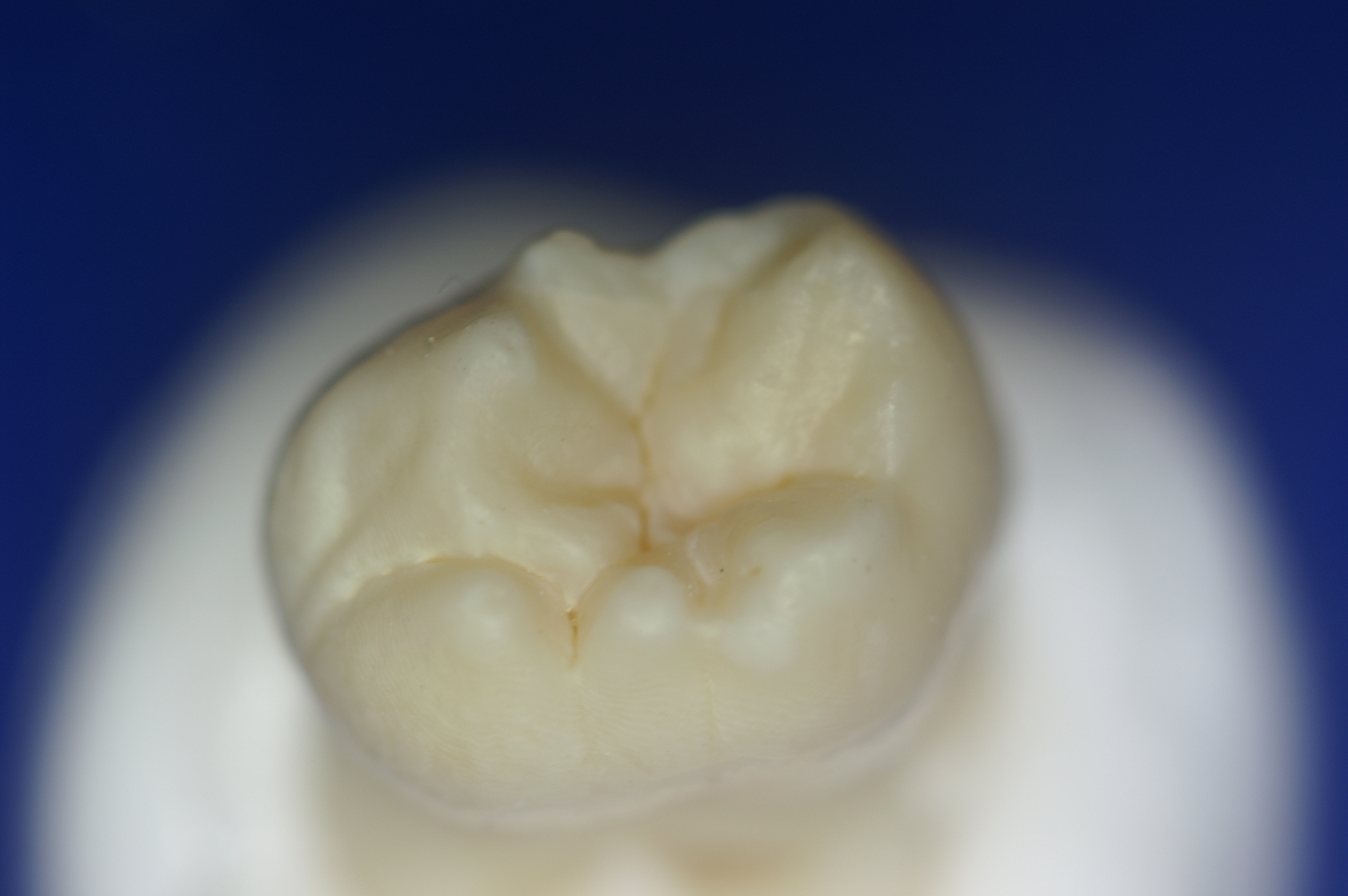
Sillons d'une dent

Le scellement des puits et sillons est une action de prévention du risque de carie dentaire consistant à remplir d'une pâte appropriée les parties les plus vulnérables de certaines dents, des molaires le plus souvent. Ces parties sont les puits et les sillons de l'émail dentaire.
Après nettoyage de la dent, le produit de scellement des puits et sillons (une résine de la couleur de la dent) est simplement déposé à la surface du sillon, un peu comme une couche de vernis protecteur.
Il est impératif que la dent soit parfaitement saine au moment de la pose. Selon certaines études américaines, le scellement diminue de moitié le développement des caries.
Cette intervention peu connue en France est parfois prise en charge par la Sécurité sociale. Ce remboursement ne concerne que les première et deuxième molaires permanentes des enfants de moins de 14 ans et n'est pris en charge qu'une fois par dent[réf. nécessaire].